# Pleurothallis helleri
Pleurothallis helleri är en orkidéart som beskrevs av Alex Drum Hawkes. Pleurothallis helleri ingår i släktet Pleurothallis och familjen orkidéer. Inga underarter finns listade i Catalogue of Life.